# Аплеталін Максим Сергійович
Максим Сергійович Аплеталін (рос. Максим Сергеевич Аплеталин; 17 лютого 1987, Волзький, РРФСР — 27 листопада 2022, Луганська область, Україна) — російський офіцер, майор ЗС РФ (вересень 2022), Герой Російської Федерації (посмертно).

## Біографія
Народився 17 лютого 1987 року у місті Волзький Волгоградської області. Тут же закінчив середню загальноосвітню школу №24. 
З 2005 року —  у Збройних силах Російської Федерації, курсант Новосибірського вищого військового командного училища. Після його закінчення у 2010 році служив у 22-й окремій гвардійській бригаді спеціального призначення Головного управління Генерального штабу Збройних сил Російської Федерації (Ростов-на-Дону).
Учасник інтервенції в Сирію. Згодом переведений командиром розвідувальної роти до 25-го окремого полку спеціального призначення (пункт дислокації — місто Ставрополь).
З 24 лютого 2022 року у складі свого підрозділу брав участь у вторгненні в Україну. Загинув у бою.
2 грудня 2022 року був похований у рідному місті.

## Пам'ять
Ім'я Максима Аплеталіна викарбуване золотими літерами на стіні залу Військової та трудової слави Волгоградської області.

## Нагороди
- Медаль Суворова
- Медаль «За бойові заслуги»
- Медаль «За відзнаку у військовій службі» 3-го ступеня (10 років)
- Медаль «Учаснику військової операції в Сирії»
- Медаль Жукова (13 вересня 2021)
- Звання «Герой Російської Федерації» (30 березня 2023, посмертно) — «за мужність і героїзм, проявлені під час виконання військового обов'язку.» 8 травня медаль «Золота зірка» була передана рідним Аплеталіна губернатором Волгоградської області Андрієм Бочаровим.